# Wspólnota administracyjna Dentlein am Forst
Wspólnota administracyjna Dentlein am Forst, Wspólnota administracyjna Dentlein a. Forst – wspólnota administracyjna (niem. Verwaltungsgemeinschaft) w Niemczech, w kraju związkowym Bawaria, w rejencji Środkowa Frankonia, w regionie Westmittelfranken, w powiecie Ansbach. Siedziba wspólnoty znajduje się w miejscowości Dentlein am Forst, a przewodniczącym jej jest Otto Beck.
Wspólnota administracyjna zrzesza jedną gminę targową (Markt) oraz dwie gminy wiejskie (Gemeinde):
- Burk, 1 103 mieszkańców, 14,10 km²
- Dentlein am Forst, gmina targowa, 2 327 mieszkańców, 18,03 km²
- Wieseth, 1 377 mieszkańców, 20,63 km²